# 石丸謙二郎の山カフェ
石丸謙二郎の山カフェ（いしまるけんじろうのやまカフェ）は、NHKラジオ第1放送で2018年4月7日より、毎週土曜日8:05〜9:55に放送されているラジオ番組。
2018年2月10日8:05〜9:55にパイロット版が生放送された。
2018年度は9:05〜9:55、2019年度から枠が拡大され、8:05からの放送。

## 概要
ゲストトークや朗読、山小屋との生電話を織り交ぜた、登山をテーマにしたラジオ番組。山小屋のテラスにある喫茶店という設定である。

## 出演者
- カフェマスター：石丸謙二郎
- 柘植恵水（NHKアナウンサー、2025年4月5日 - ）

### 過去の出演者
- 井田寛子（2018年4月7日 - 2019年11月30日）- 産休に入るため降板した。パイロット版にも出演。
- 山本志保（NHKアナウンサー、2019年12月7日 - 2025年3月15日） -  2024年8月よりラジオセンターから横浜放送局へ移籍したが、引き続き出演。

## 放送日程
| 放送日        | ゲスト                                                     | 備考                     |
| ------------- | ---------------------------------------------------------- | ------------------------ |
| 2018年2月10日 | 池田伸子アナウンサー、工藤夕貴、近藤謙二（国際山岳ガイド） | パイロット版             |
| 2018年4月7日  | 市毛良枝                                                   |                          |
| 2023年6月17日 | トップクライマーの平出和也、中島健郎。                     | ヒマラヤ遠征直前の出演。 |

## コーナー
- 空想登山
- 山からおはよう
生電話コーナー
- マスターの気になる山のアレ